# Liveta Jasiūnaitė
Liveta Jasiūnaitė (* 26. Juli 1994 in Rokiškis) ist eine litauische Leichtathletin, die sich auf den Speerwurf spezialisiert hat und aktuell nationale Rekordhalterin ist.

## Sportliche Laufbahn
Ihr erstes internationales Turnier bestritt Liveta Jasiūnaitė bei den Jugendweltmeisterschaften 2011 nahe Lille, bei denen sie aber mit 46,32 m in der Qualifikation ausschied. Anschließend gewann sie beim Europäischen Olympischen Jugendfestival in Trabzon mit 52,00 m die Silbermedaille. Im Jahr darauf nahm sie an den Juniorenweltmeisterschaften in Barcelona teil und wurde dort mit 53,00 m im Finale Achte. 2013 folgte ein neunter Platz bei den Junioreneuropameisterschaften in Rieti. Zwei Jahre später gewann sie bei den U23-Europameisterschaften in Tallinn mit 55,77 m die Bronzemedaille hinter der Deutschen Christin Hussong und Kateryna Derun aus der Ukraine. 2016 qualifizierte sie sich erstmals für die Europameisterschaften in Amsterdam, bei denen sie mit 53,94 m im Finale den zwölften Platz belegte. Im Jahr darauf nahm sie erstmals an den Weltmeisterschaften in London teil und schied dort mit 55,80 m in der Qualifikation aus. Wenige Wochen später belegte sie bei den Weltstudentenspielen in Taipeh mit 57,25 m den siebten Platz. 2018 nahm sie erneut an den Europameisterschaften in Berlin teil und gewann dort mit neuer Bestleistung von 61,61 m die Bronzemedaille. Im Juni 2019 stellte Jasiūnaitė mit 63,98 m einen neuen litauischen Rekord auf und belegte in der Woche darauf bei den Europaspielen in Minsk mit 59,38 m den achten Platz. Anschließend siegte sie bei der Sommer-Universiade in Neapel mit 60,36 m. Sie qualifizierte sich damit auch für die Weltmeisterschaften in Doha Ende September, bei denen sie mit 56,90 m aber nicht das Finale erreichte. 2021 erreichte sie bei den Olympischen Spielen in Tokio das Finale und belegte dort mit einer Weite von 60,06 m den siebten Platz.
2022 gelangte sie bei den Weltmeisterschaften in Eugene mit 58,97 m im Finale den zehnten Platz und anschließend wurde sie beim Memoriał Kamili Skolimowskiej mit 61,79 m Dritte. Im August belegte sie dann bei den Europameisterschaften in München mit 58,95 m den sechsten Platz. Im Jahr darauf wurde sie bei der 2. Liga der Team-Europameisterschaft im Zuge der Europaspiele in Chorzów mit 57,46 m Sechste und im August schied sie bei den Weltmeisterschaften in Budapest mit 59,00 m in der Qualifikationsrunde aus. 2024 verpasste sie bei den Europameisterschaften in Rom mit 55,85 m den Finaleinzug, ehe sie im August auch bei den Olympischen Sommerspielen in Paris mit 58,35 m in der Vorrunde aus.
In den Jahren 2013 und von 2016 bis 2024 wurde Jasiūnaitė litauische Meisterin im Speerwurf. 

## Bildung
Sie ist Absolventin des Bachelorstudiums an der Litauischen Sportuniversität in der litauischen zweitgrößten Stadt Kaunas.